# Zaštićeni krajolik Istočni Meček
Zaštićeni krajolik Istočni Meček (mađ. Kelet-Mecsek Tájvédelmi Körzet) je zaštićeni krajolik u Mađarskoj.
Površine je 9348 hektara. Proglašen je zaštićenim krajolikom 1977. godine. Njime upravlja nacionalni park Dunav - Drava. Prostire se kroz Baranjsku i Tolnansku županiju. Obuhvaća istočni dio planine Mečeka, uključujući njen najviši dio Zenku.
Nalazi se oko zemljopisnih koordinata 46° 12′ 52″ sj. zemljopisne širine i 18° 22′ 29″ istočne zemljopisne dužine. 
Najbliži je grad Pečvar.
Naselja koja su unutar ovog prostora su
- Varažda
- Hetinj (Kisújbánya i Senasluv)
- Kárász
- Máza
- Gređa
- Nadaš (Nadoš)
- Óbánya
- Pečvar
- Szászvár
- Varaja
- Vikinj
- Vakonja